# Li Kan

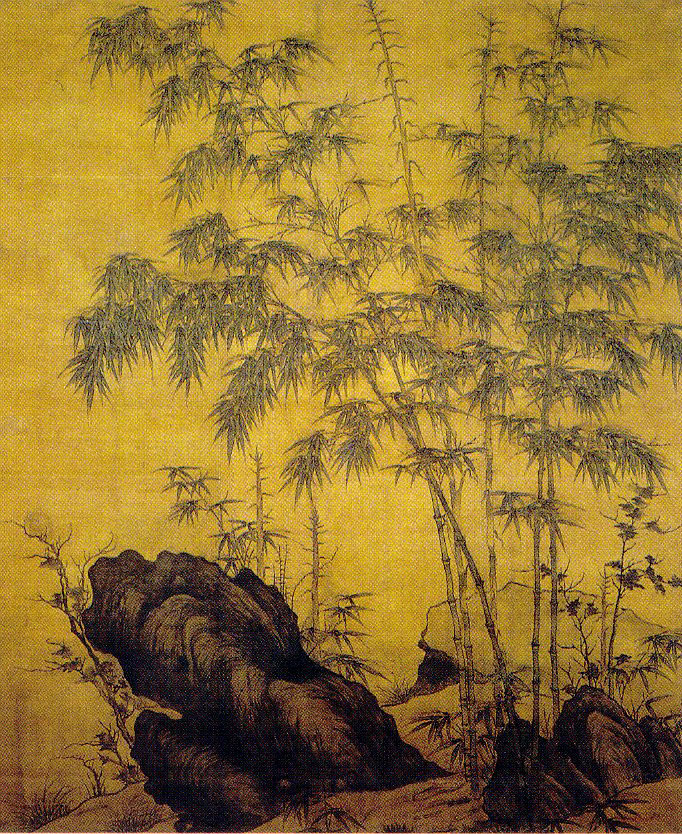
Bamboe en rotsen (竹石) gewassen inkt op zijden, hangende rol (collectie Paleismuseum Verboden Stad)

Li Kan (vereenvoudigd Chinees: 李衎; traditioneel Chinees: 李衎; ca. 1245–1320) was een Chinees kunstschilder die actief was aan het einde van de Song-periode en de beginjaren van de Yuan-periode. Zijn omgangsnaam was Zhong Bin en zijn artistieke naam Xi Zhai.

## Biografie
Li Kan groeide als arme wees op in het huidige Peking, maar bracht het middels het Chinees examenstelsel tot een hoge bestuurlijke functie aan het hof van de Yuan-dynastie.
Li maakte faam met zijn bamboeschilderingen in de stijl van Wen Tong (1019–1079), die het schilderen van bamboe tot een aparte kunstvorm verhief. Om zijn kunst te vervolmaken, woonde Li enige tijd in een met bamboe's begroeide vallei. Hij bestudeerde de stengels en bladeren in de ochtenddauw, in de regen en in de wind. Hierdoor slaagde Li er in om bij het schilderen een zo realistisch mogelijke indruk van de weersomstandigheden te geven. Zijn bamboeschilderingen zijn uitgevoerd in zeer fijne penseelstreken en door kunstcritici geprezen om hun realisme.
Li Kan's zoon Li Shixing (1282–1328) volgde hem op als bamboeschilder en specialiseerde zich daarnaast ook in het schilderen van shan shui-landschappen.
- Gemeinsame Normdatei: 172969441
- International Standard Name Identifier: 0000 0001 0676 4245
- Library of Congress Control Number: no88001786
- Nationale bibliotheek van Australië: 36674967
- Nationale Bibliotheek van Israël: 987007604436105171
- Trove: 1385889
- Union List of Artist Names: 500321496
- Virtual International Authority File: 11860504
- WorldCat: E39PBJhmM6YBPqydYq6gc46dwC